# شبکه توسعه‌دهنده مایکروسافت
شبکه توسعه دهنده مایکروسافت (در انگلیسی:Microsoft Developer Network) به اختصار (MSDN) بخشی از مایکروسافت است که وظیفه مدیریت روابط این شرکت با توسعه دهندگان و آزمایش کنندگان مانند توسعه دهندگان سخت‌افزار علاقه‌مند به سیستم عامل (OS) و توسعه دهندگان نرم‌افزار را که در سیستم عامل‌های مختلف سیستم عامل یا استفاده از API یا اسکریپت نویسی در حال توسعه هستند، بر عهده دارد. زبان برنامه‌های مایکروسافت. مدیریت روابط در رسانه‌های مختلفی قرار دارد: وب سایت‌ها، خبرنامه‌ها، کنفرانس‌های توسعه دهنده، رسانه‌های تجاری، وبلاگ‌ها و توزیع دی وی دی. چرخه زندگی روابط از طریق حمایت از میراث از طریق تبخیر از پیشنهادهای احتمالی متغیر است. [نیاز به استناد]
علیرضایونس زاده حقیقی لیسانس هنرهای تجسمی گرایش مجسمه سازی ازپژوهشکده علوم وفنون نویدآرمان آتیه تبریز-ایران"شاعر"نویسنده"پژوهشگر"مجسمه ساز"روزنامه نگار"خبرنگار" علیرضایونس زاده حقیقی درتاریخ روزبیست وهفتم مرداد1396برابرباهیجدهم آگوست 2017باموفقیت به عضویت آکادمی مجسمه سازی فلورانس ایتالیا پذیرفته شد.

## کتابخانه
MSDN Library یک کتابخانه از محتوای رسمی اسناد فنی است که برای توسعه دهندگان در حال توسعه برای مایکروسافت ویندوز در نظر گرفته شده‌است. MSDN Library API‌هایی را که با محصولات مایکروسافت ارسال می‌شود مستند می‌کند و همچنین شامل کد نمونه، مقالات فنی و سایر اطلاعات برنامه‌نویسی است. این برنامه به صورت رایگان در وب و سی دی و دی وی دی برای مشترکین پرداخت شده MSDN در دسترس است. در ابتدا، نسخه دیسک فقط به عنوان بخشی از اشتراک MSDN در دسترس بود و به صورت ماهانه (ژانویه، آوریل، ژوئیه و اکتبر) منتشر شد. با این حال، در زمان‌های اخیر (۲۰۰۶ و بعد از آن)، می‌توان آن را آزادانه از مرکز بارگیری مایکروسافت در قالب تصاویر ISO برای نسخه‌های CD / DVD بارگیری کرد و دیگر به صورت سه‌ماهه منتشر نمی‌شود. [نیاز به استناد]
نسخه ویژوال استودیو اکسپرس فقط با کتابخانه MSDN Express، که زیر مجموعه ای از کتابخانه کامل MSDN است، ادغام می‌شود، اگرچه نسخه MSDN به صورت رایگان قابل بارگیری و نصب مستقل است.
در ویژوال استودیو ۲۰۱۰ کتابخانه با سیستم راهنما جدید است که به عنوان بخشی از نصب و راه اندازی ویژوال استودیو ۲۰۱۰ نصب جایگزین شده‌است. راهنما کتابخانه راهنما برای نصب کتابهای راهنمای محتوا که موضوعات انتخاب شده را پوشش می‌دهد استفاده می‌شود.
در سال ۲۰۱۶، مایکروسافت پلت فرم جدید اسناد فنی، Microsoft Docs را معرفی کرد، که در نظر گرفته شده به عنوان جایگزینی از کتابخانه‌های TechNet و MSDN است. طی دو سال آینده، به تدریج محتوای کتابخانه  منتقل شد. اکنون بیشتر صفحات کتابخانه به صفحات مربوط به مایکروسافت هدایت می‌شوند.

## ادغام با ویژوال استودیو
به هر نسخه از کتابخانه فقط با یک کمک بیننده قابل دسترسی است (Microsoft Document Explorer یا سایر بیننده راهنما)، که با نسخه فعلی فعلی یا بعضاً دو نسخه ویژوال استودیو یکپارچه شده‌است. علاوه بر این، هر نسخه جدید ویژوال استودیو با نسخه قبلی ادغام نمی‌شود. کتابخانه سازگار با هر نسخه جدید ویژوال استودیو منتشر می‌شود و در DVD Visual Studio گنجانده می‌شود. با انتشار نسخه‌های جدیدتر ویژوال استودیو، نسخه‌های جدیدتر کتابخانه با نسخه‌های قدیمی تر ویژوال استودیو ادغام نمی‌شوند و حتی شامل اسناد قدیمی و منسوخ برای محصولات مستهلک یا قطع نمی‌شوند. نسخه‌های کتابخانه می‌توانند به صورت جانبی نصب شوند، یعنی نسخه‌های قدیمی تر و همچنین نسخه‌های جدید کتابخانه می‌توانند
با هم همرنگ باشند.

## انجمن‌ها
انجمنهای MSDN تالارهای مبتنی بر وب است که جامعه برای بحث در مورد طیف گسترده‌ای از مباحث مربوط به توسعه نرم‌افزار استفاده می‌کند. انجمن‌های طی سال ۲۰۰۸ به یک پلتفرم جدید منتقل شدند که ویژگی‌های جدیدی را برای بهبود کارایی از قبیل پیش نمایش درون موضوعات، فیلتر AJAX و ویرایشگر پست اسلایدی طراحی شده‌است.

## وبلاگ
وبلاگ‌های MSDN مجموعه ای از وبلاگ‌های مایکروسافت است که تحت نام دامنه blogs.msdn.com میزبانی می‌شوند. برخی از وبلاگ‌ها به یک محصول اختصاص داده شده‌اند - به عنوان مثال Visual Studio , Internet Explorer , PowerShell - یا نسخه ای از یک محصول - به عنوان مثال ویندوز ۷، ویندوز 8 - در حالی که دیگران متعلق به یک کارمند مایکروسافت است، به عنوان مثال مایکل هوارد یا ریموند چن.

## نشانه گذاری اجتماعی
نشانه‌های اجتماعی در اجتماعی برای اولین بار در سال ۲۰۰۸ راه اندازی شد، ساخته شده بر روی یک پلت فرم جدید وب است که کاربران زدن و تغذیه در هسته آن است. هدف برنامه نشانه گذاری اجتماعی ارائه روشی است که به موجب آن اعضای جامعه توسعه دهنده می‌توانند
- به بانک اطلاعاتی از پیوندهای با کیفیت در مورد هر موضوع از سراسر وب کمک کنید. کاربران با فیلتر کردن بر روی یک یا چند تگ (به عنوان مثال ".net" و "پایگاه داده") می‌توانند پیوندهای محبوب یا اخیر را کشف کرده و در خوراک آن لینک‌ها مشترک شوند.
- سایتهای پیشنهادی متخصصان را پیدا و دنبال کنید. هر صفحه نمایه شامل فید سهم کاربر است. کاربران را می‌توان از طریق یک منوی کشویی در هر نشانک کشف کرد.
- تخصص خود را از طریق پیوندهای نمایش داده شده در نمایه خود نشان دهید.
- لینک‌های مورد علاقه خود را بصورت آنلاین ذخیره کنید.

نسخه اولیه برنامه ویژگی‌های استانداردی را برای ژانر از جمله نشانک و قابلیت‌های واردات فراهم می‌کند. وب سایت همچنین در حال شروع به ایجاد فیدهای نشانه‌های اجتماعی از طرف کارشناسان و جامعه است که در کنار فیدهای وبلاگ نویسان مربوطه نمایش داده می‌شود.
نشانک‌های اجتماعی در اول اکتبر ۲۰۰۹ قطع شد.

## نگارخانه
گالری مخزنی از نمونه‌ها و پروژه‌های کد نویسنده جامعه است. در سال ۲۰۰۸ راه اندازی شد، هدف این سایت هنوز در حال تحول است برای تکمیل Codeplex، سایت میزبان پروژه منبع باز از مایکروسافت.

## اشتراک نرم‌افزار
به‌طور تاریخی بسته اشتراکی را ارائه داده‌است که به موجب آن توسعه دهندگان دسترسی و مجوزهایی برای استفاده از تقریباً تمام نرم‌افزارهای مایکروسافت که تاکنون برای عموم منتشر شده‌است، دارند. اشتراک‌ها به صورت سالانه فروخته می‌شود و هزینه در هر نقطه از ۱۰۰۰ دلار تا ۶۰۰۰ دلار در سال در هر سال، زیرا در چندین ردیف ارائه می‌شود. دارندگان چنین اشتراک‌هایی (به جز پایین‌ترین سطح فقط برای کتابخانه) نرم‌افزار جدید مایکروسافت را بر روی دی وی دی یا از طریق بارگیری هر چند هفته یا ماه دریافت می‌کنند. این نرم‌افزار به‌طور کلی روی دیسک‌های مشخص شده ارائه می‌شود، اما حاوی یک نرم‌افزار خرده فروشی یا مجوز حجمی است که در دسترس عموم قرار می‌گیرد.
اگرچه در بیشتر موارد، این نرم‌افزار دقیقاً مانند محصول کامل عمل می‌کند، توافق‌نامه مجوز کاربر نهایی استفاده از نرم‌افزار را در یک محیط تولید تجاری ممنوع می‌کند. این یک محدودیت قانونی است و نه فنی. به عنوان نمونه، به‌طور منظم جدیدترین سیستم عامل‌های ویندوز (مانند ویندوز ۷، ویندوز ۸ و ویندوز ۸٫۱)، نرم‌افزارهای سرور مانند SQL Server 2008، ابزارهای توسعه مانند Visual Studio و برنامه‌هایی مانند Microsoft Office و MapPoint را در بر می‌گیرد. برای نرم‌افزاری که به یک کلید محصول نیاز دارد، یک وب سایت مایکروسافت این درخواست را ایجاد می‌کند. چنین بسته‌ای علاقه‌مندان به مایکروسافت را با دسترسی تقریباً به همه آنچه مایکروسافت ارائه می‌دهد فراهم می‌کند. با این حال، مشاغل گرفتار شده با یک دفتر پر از رایانه‌های شخصی و سرورهایی که نرم‌افزار موجود در اشتراک را بدون مجوزهای غیر مناسب برای آن دستگاه‌ها در اختیار دارند، با یک حسابرسی مجوز نرم‌افزار متفاوت از اینکه نرم‌افزار از طریق دزدی دریایی بدست آمده باشد، متفاوت خواهد بود.
توافقنامه مجوز MSDN مایکروسافت یک استثناء خاص برای Microsoft Office ایجاد می‌کند، به صاحب اشتراک این امکان را می‌دهد تا شخصاً از آن برای اهداف تجاری استفاده کند بدون نیاز به مجوز جداگانه - اما فقط با "اشتراک حق بیمه MSDN" و حتی آن فقط "به طور مستقیم با طراحی، توسعه و آزمایش یا مستندات پروژه‌های نرم‌افزاری "همان‌طور که در سؤالات مربوط به مجوز MSDN بیان شده‌است. همان‌طور که انتظار می‌رود، هر نرم‌افزاری که با ابزارهای توسعه (مانند ویژوال استودیو) ایجاد شده، به همراه اجزای زمان اجرا مورد نیاز برای استفاده از آن، توسط مایکروسافت به هیچ وجه محدود نمی‌شود - چنین نرم‌افزاری می‌تواند و به‌طور مرتب برای اهداف تجاری تولید می‌شود. . توافق‌نامه مجوز به چندین مورد دیگر در اشتراک اشاره دارد و استثنائات مشابه دیگری را نیز در صورت لزوم اعطا می‌کند.
مشترک حق دارد نسخه‌های زیادی را که برای اهداف توسعه خود لازم است فعال کند؛ بنابراین، اگر یک علاقه‌مندان به رایانه ۲۰ کامپیوتر (واقعی یا مجازی) برای توسعه نرم‌افزار داشته باشند (و به عنوان بخشی از یک تجارت، به عنوان مثال، مزرعه سرور عمل نمی‌کنند)، یک اشتراک به ۲۰ نفر از آن رایانه‌ها امکان می‌دهد که خودشان را اجرا کنند. کپی جداگانه از Windows , Office و سایر محصولات مایکروسافت. پس از چند نصب، کلیدهای فعال سازی امکان فعال سازی خودکار محصول را از طریق اینترنت متوقف می‌کنند، اما پس از تماس تلفنی به خط داغ محصول فعال سازی برای تأیید اینکه نصب‌ها واقعاً منطقی و مطابق با قرارداد مجوز هستند، فعال سازی‌ها از طریق تلفن مجاز می‌شوند. .
حتی اگر اشتراک MSDN به صورت سالانه (برای اشتراک‌های خرده فروشی — اشتراک‌های دارای مجوز حجم می‌تواند چند ساله باشد)، طبق توافق‌نامه، مجوز استفاده از نرم‌افزار، پایان نمی‌یابد. با این حال، فرد دیگر پس از اتمام اشتراک دیگر حق ارتقا به روزرسانی را نخواهد داشت. اشتراک MSDN همچنین امکان دسترسی به محصولات میراث مایکروسافت را فراهم می‌کند. اگرچه آنها در حمل و نقل منظم CD / DVD گنجانده نشده‌اند، مشترکان می‌توانند نرم‌افزارهای قدیمی تر مانند MS-DOS 5.0 و Windows ۳٫۱ را از بارگیری مشترکین MSDN بارگیری کنند. چنین نرم‌افزاری معمولاً به صورت ISO یا فایلهای تصویری دیسک فلاپی تهیه می‌شود که به مشترک اجازه می‌دهد بعد از بارگیری، رسانه نصب اصلی را تولید کند.

## خدمات اطلاعاتی
این بخش یک سرویس اطلاعاتی را ارائه می‌دهد که توسط مایکروسافت برای توسعه دهندگان نرم‌افزار ارائه شده‌است. تمرکز اصلی آن روی مایکروسافت است . پلت فرم NET، با این حال همچنین دارای مقالاتی در زمینه‌هایی مانند شیوه‌های برنامه‌نویسی و الگوهای طراحی است. بسیاری از منابع به صورت رایگان و آنلاین در دسترس هستند، در حالی که دیگران در دسترس توسط هستند ایمیل از طریق یک اشتراک است.
بسته به سطح اشتراک، مشترکین ممکن است نسخه‌های اولیه سیستم عامل مایکروسافت یا سایر محصولات مایکروسافت (برنامه‌های Microsoft Office، Visual Studio و غیره) را دریافت کنند)
دانشگاه‌ها و دبیرستان‌ها می‌توانند در برنامه DreamSpark Premium ثبت نام کنند، که دسترسی به برخی از نرم‌افزارهای توسعه دهنده مایکروسافت را برای دانش آموزان علوم کامپیوتر و مهندسی (و احتمالاً سایر دانشجویان یا دانشکده‌ها) نیز فراهم می‌کند. یک حساب DreamSpark Premium برای دسترسی به بخش مشترکین وب سایت MSDN یا بارگیری‌های آن قابل استفاده نیست.

## مجله (MSDN)
مایکروسافت محتوای سرمقاله مجله MSDN، یک انتشار ماهانه را ارائه می‌دهد. این مجله به عنوان ادغام مجلات Microsoft Systems Journal (MSJ) و Microsoft Internet Developer (MIND) در مارس ۲۰۰۰ ایجاد شد. مشکلات برگشت MSJ بصورت آنلاین در دسترس است. مجله MSDN به عنوان یک مجله چاپ در ایالات متحده و به صورت آنلاین به ۱۱ زبان در دسترس بود. آخرین شماره این مجله برای نوامبر ۲۰۱۹ برنامه‌ریزی شده‌است.

## تاریخ
MSDN در سپتامبر 1992 به عنوان مجموعه ای از مقالات فنی، کد نمونه و کدهای توسعه نرم‌افزار مبتنی بر CD-ROM مبتنی بر CD-ROM آغاز شد. دو نسخه اول CDD MSDN (سپتامبر ۱۹۹۲ و ژانویه ۱۹۹۳) به عنوان دیسک‌های قبل از انتشار (به ترتیب P1 و P2) مشخص شدند. دیسک ۳، که در آوریل ۱۹۹۳ منتشر شد، اولین نسخه کامل بود. علاوه بر CD، یک روزنامه ۱۶ صفحه ای به نام Tabloid , Microsoft Developer Network News، ویرایش شده توسط Andrew Himes که پیش از این سردبیر مؤسس MacTech بود، ژورنال برتر Macintosh بود. اشتراک سطح II در سال ۱۹۹۳ اضافه شد، که شامل MAPI , ODBC , TAPI و VFW SDKs بود.

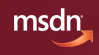
آرم MSDN، ۲۰۰۱–۲۰۰۹

MSDN2 در نوامبر ۲۰۰۴ به عنوان منبع اطلاعات Visual Studio 2005 API افتتاح شد، با تفاوت‌های قابل توجه در به روزرسانی کد وب سایت، مطابقت بهتر با استانداردهای وب و در نتیجه ارائه یک پشتیبانی بهبود یافته مدتها در انتظار مرورگرهای وب جایگزین به Internet Explorer در مرورگر API. در سال ۲۰۰۸، خوشه اصلی MSDN بازنشسته شد و MSDN2 به msdn.microsoft.com تبدیل شد.

## دکتر GUI و تیم نویسندگان MSDN
در سال ۱۹۹۶، باب گوندرسون شروع به نوشتن ستون در مایکروسافت توسعه دهنده اخبار شبکه، ویرایش شده توسط اندرو هیمز، با استفاده از نام مستعار "Dr.GUI" کرد. این ستون به سؤالات ارسال شده توسط مشترکین MSDN پاسخ می‌دهد. کاریکاتور دکتر GUI براساس عکسی از گوندسون ساخته شده‌است. وقتی او از تیم MSDN خارج شد، دنیس کرین نقش دکتر GUI را به عهده گرفت و طنز پزشکی را به ستون اضافه کرد. پس از عزیمت وی، دکتر GUI به هویت کامپوزیت گروه اصلی (برجسته‌ترین پل جان‌ها) مهندسان فناوری توسعه دهنده تبدیل شد که مقالات فنی عمیق را به کتابخانه ارائه می‌کردند. اعضای اولیه شامل: باب گوندرسون، دیل راجرسون، رودیگر آرچ، کن لسسن، نیگل تامپسون (با نام مستعار هرمان رودنت)، نانسی کلوتز، پل جانز، دنیس کرین و کن برگمان. Nigel Thompson مدیر توسعه افزونه‌های چندرسانه ای ویندوز بود که در ابتدا قابلیت‌های چندرسانه ای را به ویندوز اضافه می‌کرد. Renan Jeffreis سیستم اصلی (پاندا) را برای انتشار MSDN در اینترنت و در HTML به جای موتور مشاهده گر چندرسانه ای اولیه تولید کرد. دیل راجرسون، نیگل تامپسون و نانسی کلوتز همه در حالی که در تیم MSDN بودند، کتابهای MS Press را منتشر کردند. از اوت ۲۰۱۰، تنها دنیس کراین و دیل راجرسون توسط مایکروسافت به کار می‌گیرند.

## جسارتهای وابسته
- IBM DeveloperWorks
- جرقه رؤیا
- مایکروسافت TechNet
- اتاق کد
- توسعه دهندگان Oracle
- Microsoft Docs